# Saurornitholestes
 Saurornitholestes  („Echsen-Vogel-Räuber“) ist eine Gattung kleiner theropoder Dinosaurier aus der Oberkreide von Nordamerika.
Einige unvollständige Skelette und viele Einzelknochen und Zähne wurden im Dinosaur Provincial Park in der kanadischen Provinz Alberta gefunden und sind im Royal Tyrrell Museum of Palaeontology ausgestellt. Nach der Anzahl der Funde zu schließen scheint er der häufigste Dromaeosauridae gewesen zu sein. Die Fossilien werden in das späte Campanium datiert und sind somit etwa 76 bis 72 Millionen Jahre alt.

## Merkmale

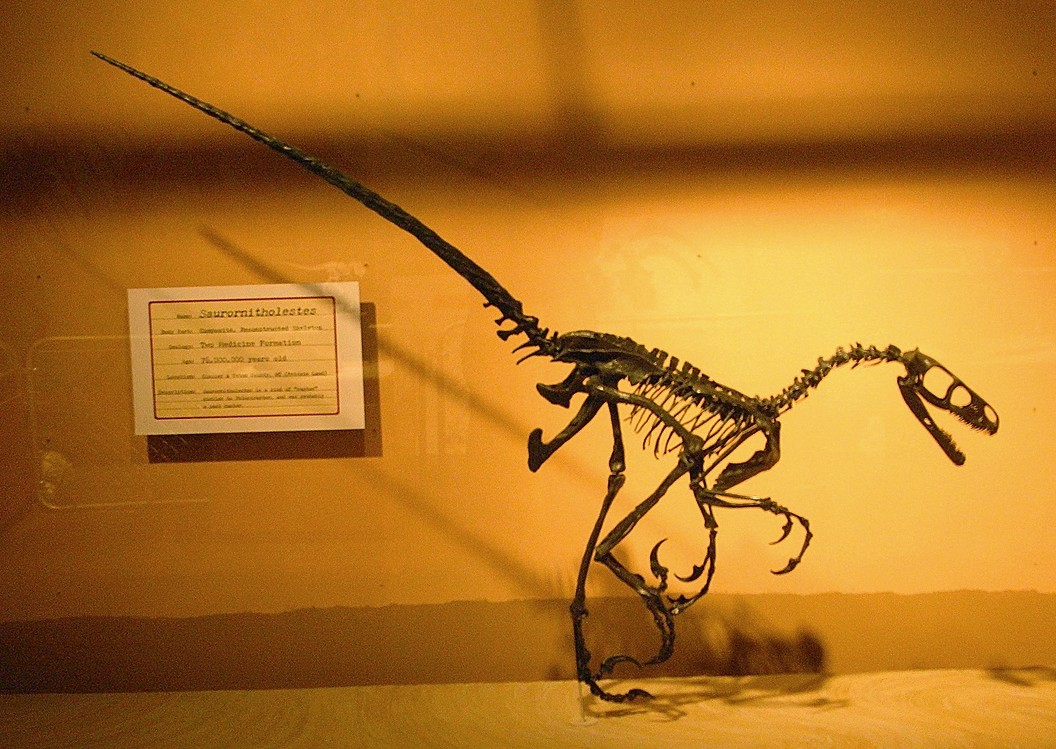
Skelett von Saurornitholestes im Museum of the Rockies in Bozeman, Montana

Wie bei anderen Theropoden aus der Familie der Dromaeosauridae, war bei Saurornitholestes die zweite Zehe des Fußes als große Sichelklaue ausgebildet. Saurornitholestes hatte einen langen Hals, war etwa so groß wie ein Kojote und wahrscheinlich nahe mit Velociraptor verwandt. 
Ein Zahn von Saurornitholestes wurde in einem Flügelknochen des gigantischen Flugsauriers Quetzalcoatlus gefunden. Es ist nicht bekannt, ob er das viel größere Tier wirklich tötete oder Aas von einem Kadaver fraß.